# Mallota bautias
Mallota bautias är en tvåvingeart som först beskrevs av Walker 1849.  Mallota bautias ingår i släktet hålblomflugor, och familjen blomflugor. Inga underarter finns listade i Catalogue of Life.